# Pherenice
Pherenice tristis es una especie de araña araneomorfa de la familia Araneidae. Es el único miembro del género monotípico Pherenice. Es originaria de Camerún.